# Se interpone un hombre
El otro hombre o  Se interpone un hombre (The Man Between o Berlin Story) es un largometraje británico de 1953 dirigido por Carol Reed, el director de El tercer hombre y protagonizado por James Mason, Claire Bloom, Hildegard Knef y Geoffrey Toone.
Fue producida por Alexander Korda y basada en la novela de Walter Ebert Gefährlicher Urlaub (Amsel Verlag, Berlín, 1953), como se llamó en su proyección en Alemania.
Una inglesa visita el Berlín de posguerra quedando atrapada en una red de espionaje en plena guerra fría.
El crítico Rubén Redondo comenta:
...Partiendo pues de un esquema muy similar a El tercer hombre, la cinta arranca mostrando la llegada a un Berlin destrozado por las bombas y dividido en dos bloques (occidental y soviético) de una joven inglesa llamada Susanne Mallison (interpretada por esa belleza que mereció más y mejores papeles llamada Claire Bloom) que acude a la ciudad alemana para visitar a su hermano Martin, un oficial británico que decidió establecerse en el Berlin occidental tras contraer matrimonio con una belleza llamada Bettina (interpretada por la deidad rubia Hildegard Knef)...
...Es cierto que la trama no es la más innovadora en lo que respecta a su concepción y planteamiento, pero resulta innegable la atractiva envoltura visual con la que el maestro Reed vistió a su obra. Así, la ciudad de Berlín es fotografiada con una clara intención documental, detallando de forma pormenorizada los edificios en ruinas, callejuelas y arrabales, transmitiendo de este modo un halo de demolición no sólo económica sino igualmente moral que emparenta a la cinta con las grandes obras filmadas en los propios escenarios derruidos por la contienda bélica. Todos las argucias visuales de Reed están presentes en el film: los maravillosos planos oblicuos, la luminosidad tenebrosa y nocturna, más cercana al mundo de los espectros que a la realidad más cercana, las interpretaciones eficientes de sus actores (resaltando un siempre magistral James Mason que borda su papel de engatusador con corazón como pocos sabían hacerlo). Reed rubrica su creación con una de esas persecuciones marcas de la casa, sustituyendo las inquietantes alcantarillas de Viena por los enrevesados laberintos de un andamio de un edificio en construcción, cerrando su obra con otro espectacular plano secuencia de talante claramente desgarrador y pesimista...

## Elenco
- James Mason - Ivo Kern
- Claire Bloom - Susanne Mallison
- Hildegard Knef - Bettina Mallison
- Geoffrey Toone - Martin Mallison
- Aribert Wäscher - Halendar
- Ernst Schröder - Olaf Kestner
- Dieter Krause - Horst
- Hilde Sessak - Lizzi
- Karl John - Inspector Kleiber
- Ljuba Welitsch - cantante de ópera (escena de Salomé de Richard Strauss)

James Mason ganó el premio al mejor actor en la National Board of Review.